# География на Канада
Канада е държава, разположена в северната част на Северна Америка, заемаща 41% от територията на континента, с обща площ от 9 984 870 km². Страната се нарежда на 2-ро място по площ в света след Русия. Населението към 1 януари 2022 г. възлиза на 38 655 000 души. Столицата е Отава.

## Граници, брегове
По суша Канада граничи единствено със Съединените щати (8892 km), на юг (6416 km) и на северозапад (с американския щат Аляска, 2476 km). Простира се от Атлантическия океан на изток до Тихия океан на запад, а на север – до бреговете на Северният ледовит океан. По море граничи с Гренландия на североизток и с френското владение – Сен Пиер и Микелон на югоизток.
Територията на Канада лежи в арктичния, субарктичния и умерения пояс. По-малката, западна част на страната е планинска и се намира под смекчаващото влияние на Тихия океан, а по-голямата, източната е предимно равнинна, с рязко континентален климат и е подложена на силното влияние на Арктика. Бреговете на страната на север и частично на североизток са ниски, слабо разчленени (северната част на залива Хъдсън), на изток са стръмни, предимно фиордови (остров Бафинова земя, полуостров Лабрадор, остров Нюфаундленд), а на запад много високи и стръмни, планински, силно разчленени от стотици фиорди.
Крайни точки:
- крайна северна точка – континентална 72°00′07″ с. ш. 94°39′18″ з. д. / 72.001944° с. ш. 94.655° з. д., нос Мърчисън, на брега на полуостров Бутия; островна 83°06′41″ с. ш. 69°57′50″ з. д. / 83.111389° с. ш. 69.963889° з. д., нос Колумбия, на брега на остров Елисмиър, на брега на Северния ледовит океан.
- крайна южна точка – 41°40′53″ с. ш. 82°40′53″ з. д. / 41.681389° с. ш. 82.681389° з. д., остров Мидъл, в езерото Ери.
- крайна западна точка – 141°00′00″ з.д., граница със САЩ (щата Аляска) с дължина 1042 km от 60°18′24″ до 69°38′47″ с.ш.
- крайна източна точка – континентална 52°13′03″ с. ш. 55°37′15″ з. д. / 52.2175° с. ш. 55.620833° з. д., нос Сейнт Чарлз, на брега на полуостров Лабрадор, на брега на Атлантическия океан; островна 47°31′25″ с. ш. 52°37′09″ з. д. / 47.523611° с. ш. 52.619167° з. д., на брега на остров Нюфаундленд, на брега на Атлантическия океан.[3][4]

## Природа на Канада

### Релеф
Централната част на континенталната суша и прилежащите части на Канадския арктичен архипелаг са заети от низини, равнини и плата. Тук ясно се открояват следните региони:
- Низината на залива Хъдсън, имаща изключително плосък релеф;
- Лаврентийско възвишение, с надморска височина до 1000 m и с характерен езерно-хълмист релеф;
- Централни равнини, включващи Манитобската низина, равнините на провинциите Албърта и Саскачеван, участъкът заключен между езерата Ери, Хюрън и Онтарио, т.нар. „полуостров Онтарио“ и басейна на река Сейнт Лорънс. Тук преобладават ледниково-акумулативните форми на релефа;
- Предпланинското плато на Великите равнини, с надморска височина от 500 до 1500 m, с характерни ерозионни разчленения и релефни форми на ледниковата акумулация;
- Планинската система на Кордилерите, с надморска височина 3000 – 3500 m, с максимална височина връх m Лоуган (5959 m);
- Ивица от планини с посока от северозапад на югоизток, с надморска височина 1500 – 2000 m, простираща се по източните брегове на Канадския арктичен архипелаг и в северната част на полуостров Лабрадор;
- Крайните северни разклонения на планината Апалачи с нископланински релеф, простиращи в крайния югоизток на Канада.[3]

### Геоложки строеж, полезни изкопаеми
Централните части на Канада и голяма част от източните ѝ райони се заемат от Канадския щит, влизащ в състава на Североамериканската (Канадска) платформа. Докамбрийските скали на щита са представени от гнайси, кристалинни шисти, вулканични (предимно основни) и в по-малка степен седиментни скали, пронизани от гранити с различна възраст. По време на завършването на геосинклиналното развитие се обособяват следните големи области с разпространение на докамбрийски формации: района на Горно езеро (преди около 2480 млн. години), района на Голямото Робско езеро (2480 млн. години), района на Голямото Мече езеро (1700 – 1780 млн. години), басейна на река Чърчил (1650 – 1850 млн. години), Южна област (1700 – 1900 млн. години), Нейн (1500 млн. години), а също и Гренвилския нагънат пояс (950 млн. години), простиращ се покрай източната периферия на щита. Скалите от първите две области представляват архайски масиви, а останалите се отнасят към архая и протерозоя. На запад Канадския щит потъва под Вътрешната плоча на Канада, изградена от седиментни формации от горния докамбрий и по-млади. Още по̀ на запад плочата се сменя с мезозойската нагъната област на Скалистите планини, а след това от кайнозойския нагънат пояс на Кордилерите. От изток щитът е обграден каледонската нагъната система на Апалачите, а на север, в района на Канадския арктичен архипелаг – от каледонидите на Франклинската Арктическа нагъната област.
Канада е богата на разнообразни полезни изкопаеми. В докамбрийските формации на щита са известни крупните находища на уранови, железни, никелови, медни и оловно-цинкови руди, злато и сребро от различни генетически типове. Във Вътрешната плоча и в мезозоидите са разпространени находища на въглища, нефт и природен газ с палеозойска и мезозойска възраст. За Апалачите най-характерни са медно-оловно-цинковите находища и азбест, а също желязо, въглища и каменна сол.

### Климат
В по-голямата част от територията на Канада климатът е арктичен и субарктичен, а на юг умерен, предимно континентален. Средната януарска температура варира от -35°С, -30°С в крайния север, -18°С, -20°С в южната част на централните райони, до -5°С, -7°С по Атлантическото и 1 – 4°С по Тихоокеанското крайбрежие. Средната юлска температура е от 4 – 7°С на север, до 16 – 18°С в повечето южни райони и до 21°С на т.нар. „полуостров Онтарио“. Годишната сума на валежите по западното крайбрежие е над 2500 mm/m², на източното – до 1250 mm/m², в централните райони – 400 – 250 mm/m², а на север – под 150 mm/m². Почти повсеместно се задържа устойчива снежна покривка, като максималната и дебелина до 1,5 m е на полуостров Лабрадор. В северната половина на страната повсеместно е разпространена вечно замръзналата почва. В североизточната част на Канадския арктичен архипелаг и най-високите части на Кордилерите са заети от континентални и планински ледници.

### Води
Речната мрежа на Канада е много гъста. Подхранването на реките е предимно снежно-дъждовно, като в равнините те са с високо пролетно пълноводие, а в Кордилерите – с лятно. Продължителността на заледяването на реките продължава от 3 месеца на юг до 9 месеца на север. Територията на страната принадлежи към три големи водосборни басейна: на Северния ледовит океан (7 444 700 km², 74,4%, в т.ч. водосборния басейн на залива Хъдсън), на Атлантическия океан (1 547 800 km², 15,5%) и на Тихия океан (1 009 100 km², 10,1%). Равнинните области, съставляващи около 1/3 от територията на Канада се отнасят към басейните на Атлантическия и Северния ледовит океан. Тук са се формирали сложни езерно-речни системи, осъществяващи отток с огромни по площ територии. Най-голямата от тях, тази на река Сейнт Лорънс с Великите езера (на Канада принадлежи 1/3 от тяхната акватория) е с обща дължина 3058 km. Системата на реките Финли (402 km) – Пийс Ривър (1923 km) – Робска – Маккензи (4241 km), включва големите езера Малко Робско езеро (1168 km²), Атабаска (7938 km²), Голямо Робско езеро (28 568 km²), Голямо Мече езеро (31 328 km²). Системата на реките Боу (587 km) – Саскачеван (1939 km) – Нелсън (2575 km), включва езерата Боу, Сидър (1353 km²), Уинипег (24 387 km²), Уинипегосис (5374 km²), Манитоба (4624 km²), Крос (755 km²). Други големи реки, принадлежащи към двата водосборни басейна са Чърчил (1609 km), Саут Саскачеван (1392 km), Норт Саскачеван (1287 km), Отава (1271 km), Атабаска (1231 km), Асинибойн 1070 km) и Милк (1005* km). Реките от планинския запад, отнасящи се към басейна на Тихия океан, по принцип са къси и имат тесни и дълбоко врязани долини. Най-големите от тях са Фрейзър (1370 km), Лиард (1115 km), Юкон (3185* km) и Колумбия (1953* km), като последните две протичат през Канада със своите горни течения. Общо в страната има 16 реки с дължина над 1000 km. Планинските и равнинните реки на Канада са слабо пригодни за корабоплаване, но притежават големи хидроенергийни запаси. Общия хидроенергиен потенциал на Канада се оценява приблизително на 60 млн. квт, като 25 млн. кв от тях се използват. Общият годишен обем на оттока на канадските реки съставлява 1207 km³. Благодарение на многочислените езера оттокът им е целогодишно регулиран.
Канада, след Русия, е страната с най-много езера в света. Общият брой на езерата в страната с площ над 3 км2 е 31 752. 12 от тях имат площ над 5000 km². Освен горепосочените други големи езера в страната са: Хюрън (82 103* km²), Горно езеро (59 570* km²), Ери (25 700 km²), Онтарио (18 960* km²), Еленово езеро (6650 km²) (4те по границата със САЩ), Смолууд (6527 km²) и Нетилинг (5542 km²). Повечето от равнинните езера имаат реликтово ледниково или ледниково-тектонски произход, а планинските – предимно тектонски и ледниково-тектонски.

### Почви, растителност
Равнините на изток и крайния север (северните острови на Канадския Арктичен архипелаг) са заети от зоната на арктичните пустини и разредена покривка от лишеи и малко видове треви. На юг те се сменят от зоната на тундрата (мъхово-лишейна и мъхово-храстова), заемаща южните острови на Канадския Арктичен архипелаг и континенталното крайбрежие. По̀ на юг, от подножието на Кордилерите на запад до Атлантическия океан на изток се простира зоната на лесотундрата и предтундровите редки гори, развити върху каменисти почви, разположени върху вечно замръзнала земя. На юг, като много широка ивица се простира зоната на тайгата, представена предимно от бял и черен смърч, американска лиственица, бор на Банкс и балсамична ела, развити предимно върху подзолисти, а на места върху блатни почви. Още по̀ на юг, в централните райони на Канада, тайгата се сменя със зоната на лесостепите и степите с характерни паркови гори съставени от осика на север и господството на сухостепна растителност (коило, трева грама) на юг. Плодородните сиви горски, ливадно-черноземни, черноземни и кестеняви почви в тези райони са земеделски усвоени, като повече от половината от тях са разорани. В крайния югоизток, на юг от тайгата се разполага зоната на смесените гори, развити върху подзолисти и кафяви горски почви. Горите са се съхранили предимно в относително труднодостъпните участъци на Апалачите, а плодородните почви са съсредоточени в равнинните територии (долините на реките от системата на Сейнт Лорънс и „полуостров Онтарио“) и те се използват в селското стопанство или са гъсто застроени. В Кордилерите се наблюдава височинна зоналност. На север тайгата по долините и склоновете се сменя нагоре от редки иглолистни гори, преминаващи още по̀ нагоре от планинска тундра. На юг във вътрешнопланинските райони долините на реките са заети от планински степи, които нагоре се сменят от пояса на планинските лесостепи (паркови гори), планински иглолистни гори, субалпийски иглолистни гори и алпийски пасища. Тихоокеанските склонове на Кордилерите от подножията до върховете са заети от високостеблени брегови гори, съставени от гигантска туя, западна тсуга, дъгласка ела, ситхински смърч, гигантска ела и други много продуктивни видове. Средният ежегоден прираст на дървесина в тихоокенския регион съставлява около 10 m³/ха, а вековният запас е равен на 900 – 940 m³/ха, съответно 5 – 6 m³/ха и 500 – 550 m³/ха в смесените гори, 1 – 3 m³/ха и 100 – 300 m³/ха в тайгата. Общата площ на земите в Канада заети от гори е над 440 млн. ха (над 1/3 от територията на страната). Промишлените гори заемат 240 млн. ха, в които са съсредоточени около 21 – 22 млрд. m³ дървесина.

### Животински свят, защитени територии
Територията на Канада принадлежи към Неоарктичната зоогеографска област. На островите от Канадския Арктичен архипелаг и в тундровата зона на континента живеят северен елен, мускусен бик, бяла мечка, полярна лисица, леминг, полярен заек, тундрова яребица, полярна сова. В зоната на тайгата и частично в лесотундрата се срещат лос, горски елен, бизон, червена белка, северна летяща катерица, бодливо свинче, заек, златка, мечка, рис, червена лисица, вълк, бобър. За смесените гори в източните части на Канада са характерни вирджински елен, елен уапити, мармот, заек, енот, сива белка, червен рис. В южните безлесни райони живеят магарешки елен, вилорога антилопа, торбест плъх гофер, лалугер, прерийно куче, степен пор, степна лисица, бурсук, койот. В Кордилерите преобладават специфични високопланински видове животни: планинска коза, планински овен, мечка гризли, пума. Реките и езерата, а също и крайбрежните води на Канада са богати на риба. В атлантическите води най-голямо промишлено значение имат треската, селдата, пикшата, калкана, крабовете, а в тихоокеанските води – предимно пъстървовите риби: червена сьомга, горбуша, куча сьомга, морски език. В езерата основните промишлени риби са чигата и езерната пъстърва.
На територията на Канада съществува система от национални и провинциални паркове и защитени територии. Най-големите национални паркове с охрана на целия ландшафтен комплекс са: „Банф“, „Ууд Бъфало“, „Глейшър“, „Джаспър“, „Йохо“, „Кейп Бретан Хайлъндс“, „Кутеней“, „Принц Алберт“, „Райдинг Маунтин“, а най-големите провинциални паркове: „Алгонкин“, „Гарибалди“, „Лаврентийски“, „Страткон“ и др.

### Природни райони
В зависимост от географската ширина, релефа, климата, почвите и растителността територията на Канада се поделя на 10 природни района:
- Арктически – включва Канадския Арктичен архипелаг, полуостровите Бутия и Мелвил и крайните северни части на полуостров Лабрадор. Климатът е много суров, а морските протоци почти целогодишно са замръзнали;
- Северно Лаврентийсско възвишение – район на тундровата пустош, със суров климат, повсеместно разпространение на вечната замръзналост и обилие от езера и блата;
- Южно Лаврентийско възвишение – равнинно-хълмист горски район с многочислени реки, езера и блата. Климатът е студен. За селскостопанска дейност са пригодни само малки участъци от древните езерни равнини;
- Басейна на река Маккензи – предимно равнинен район с обширни, силно заблатени низини. На север е покрит с редки, а на юг – с гъсти иглолистни гори. Климатът е рязко континентален;
- Приатлантически – включва Апалачките възвишения и остров Нюфаундленд. Климатът е студен. Възвишенията са заети от каменисти почви, покрити с иглолистни и смесени гори;
- Приезерен – включва низинните долини от басейна на река Сейнт Лорънс и „полуостров Онтарио“. Релефът е предимно равнинен, климатът умерен, а първичните гори (смесени и широколистни) са почти напълно унищожени;
- Велики равнини – предпланински степно-равнинен район, с рязко континентален климат, с плодородни черноземни и сиви горски почви, които почти на 100% са стопански усвоени;
- Северни Кордилери – високопланински район с преобладаване на компактни планински масиви (канадската част на платото Юкон). Покрит с планинска тундра и тайга. Климатът е субарктичен;
- Южни Кордилери – включва областите на Скалистите планини и вътрешните плата. В участъците с високопланински плата климатът е умерен, а в долините – по-сух. Значителни участъци от земите са заети от пасища и посеви с разнообразни земеделски култури. Склоновете на хребетите са покрити с гори, а по най-високите части има малки ледници;
- Тихоокеански – включва западните склонове на Бреговите планини и крайбрежните острови. Климатът е морски, топъл и влажен, благоприятстващ виреенето на високостволни иглолистни гори.[3]